# Theme for the Green Lands
Albums de Dan Ar Braz
Rêves de Siam
(1992) Héritage des Celtes
(1994)
Theme for the Green Lands : Suite pour cornemuses et guitares, est le douzième album studio de Dan Ar Braz, paru en 1994 par Keltia Musique.

## Conception
« Voilà plus de 30 ans un dimanche après-midi, me trouvant sur un bateau à Bénodet dans l'Anse de Penfoul, j'ai entendu dans le sous-bois de l'autre côté de la rivière à Sainte Marine, un joueur de cornemuse qui, tout en jouant se déplaçait doucement. À cet instant-même, la sonorité magique de cet instrument a été gravée dans ma mémoire d'adolescent. Je ne saurai sans doute jamais qui était ce joueur de cornemuse, mais il fut, en quelque sorte, le point de départ d'un travail qui aboutit à cette suite pour cornemuse et guitare. Plus tard, dans les années soixante-dix, j'ai commencé à développer une technique qui me permette "d'approcher" le jeu et la sonorité de la cornemuse.

Le seul traditionnel de cet album est "Abercairney Highlanders". Je l'ai appris sur une bande donnée par Patrick Molard voilà bien longtemps. Cette bande contenait plusieurs suites jouées par Bob Brown, qui était un formidable piper et le professeur de Patrick en Écosse. Deux titres lui sont dédiés sur cet album : "Farewell Bob Brown" et "The Piper's Glade". "Farewell" parce qu'il nous a quittés en 1972, et "The Piper's Glade", à la suite d'une anecdote que m'avait racontée Patrick : « Un jour que Bob Brown jouait un piobaireachd en marchant lentement dans la clairière autour de son cottage dans la region d'Aberdeen. Plusieurs biches sont sorties du bois, et, immobiles, écoutaient la cornemuse... » »
— Dan Ar Braz, livret de l'album
Pour Pierrick Lemou, Dan Ar Braz réalise « un tour de force » avec « une technique guitaristique permettant d'approcher le jeu, la sonorité et les subtilités des ornementations de la cornemuse, on frôle la perfection ! »

## Caractéristiques artistiques
The Story Books of Ullapool« Ullapool est une petite ville au nord-ouest de l'Ecosse, d'où partent les ferries pour I'lle Lewis. Pour accéder à Ullapool par la route, on traverse des lieux magiques et, quand finalement la ville se dessine au bord du loch, j'ai toujours pensé, en regardant les maisons alignées, à des livres d'histoires posés les uns contre les autres. »
The Broken Prayer« J'ai souhaité exposer la cornemuse dans, d'une part, une mélodie proche d'un cantique et, d'autre part, dans une suite à la limite du punk rock. Je trouve qu'elle excelle dans les deux genres. The Broken Prayer est dédié à la famille MacDonald de Glenuig à l'ouest de l'Ecosse. Après avoir joué dans un festival près de chez eux, nous nous sommes retrouvés dans une grande party. Je devais jouer à Inverness le jour suivant et pour me reposer je suis discrètement rentré me coucher dans un petit cottage appartenant aux MacDonald. Vers sept heures du matin j'ai entendu un air de cornemuse que je connaissais bien. En ouvrant la porte j'ai vu arriver dans le petit jour, dans un décor superbe, les frères MacDonald qui, après une nuit de fête, venait m'offrir une aubade en jouant une de mes compositions. C'était la première fois que j'entendais des Écossais le faire et ce fut pour moi un grand honneur. »
« Les autres titres étaient dispersés sur différents albums enregistrés dans les années soixante-dix. J'avais toujours souhaité les réenregistrer afin de les réunir dans une même "suite". »

## Fiche technique

### Liste des titres
| No  | Titre                                   | Durée |
| --- | --------------------------------------- | ----- |
| 1.  | Theme for the Green Lands               | 4:50  |
| 2.  | The Road to the Highlands               | 4:38  |
| 3.  | Abercairney Highlanders                 | 1:54  |
| 4.  | Farewell Bob Brown                      | 7:12  |
| 5.  | Cornwall Love / Les chemins de Botzulan | 4:38  |
| 6.  | Mort et immersion de Malgven            | 5:28  |
| 7.  | The Story Books of Ullapool (For Odile) | 4:43  |
| 8.  | The Piper's Glade                       | 6:24  |
| 9.  | Suite écossaise                         | 2:50  |
| 10. | L'appel du sage                         | 7:41  |
| 11. | The Broken Prayer                       | 5:45  |

### Crédits
- Musiques : Dan Ar Braz, sauf (3) traditionnel arrangé par Bob Brown pour les cornemuses et Dan Ar Braz pour la guitare
- Production : Dan Ar Braz

#### Musiciens
- Dan Ar Braz : guitares
- Maartin Allcock : claviers, basse, mandoline
- Patrick Molard : uilleann pipes, cornemuse
- Gerry Conway : batterie

#### Techniciens
- Enregistrements : Tim Matyear aux studios Woodworm à Barford St Michael dans l'Oxfordshire (Angleterre) en mai et octobre 1993
- Mastering : Simon Heyworth à Chop Em Out à Londres
- Photo pochette : Valérie Villieu
- Photos intérieur et verso : Béatrice Le Grand
- Graphisme : Pol Le Meur, Maryse Cuzon